# Narbonne
Narbonne (Occitansk: Narbona, ofte blot kaldt Narbo, specielt når der refereres til den antikke romerske periode) er en by i det sydvestlige Frankrig i regionen Languedoc-Roussillon. Byen ligger 849 km fra Paris i
departementet Aude, i hvilke den er administrativt centrum. Hvor Narbonne engang var en velhavnede havneby, ligger den i dag 15 km fra Middelhavet.
Blandt byens attraktioner er Narbonne domkirke, ærkebiskoppaladset lais des Archevêques de Narbonne, resterne af den romerske vej Via Domitia og broen Pont des Marchands, som romerne også grundlagde.